# マルセル・プショー
マルセル・プショー（仏: Marcel Petiot, 1897年1月17日 - 1946年5月25日）は、フランスの連続殺人者。「マルセル・プティオ」とも表記する。フルネームはマルセル・アンドレ・アンリ・フェリクス・プショー（Marcel André Henri Félix Petiot）。

## 生い立ち
1897年1月17日に、ブルゴーニュ地方のオセールに生まれる。幼いころに相次いで両親を亡くし、親類をたらいまわしにされて育ったが、この頃から頭の良さとサディスティックな性向を示すようになり、動物虐待などを繰り返したという。
バカロレア取得後の1914年に第一次世界大戦が勃発したことにより陸軍に徴兵される。負傷したのをきっかけに精神障害の兆候を見せるようになり、それが原因で除隊となったが、その後症状が落ち着いたのか、パリ大学医学部に入学。無事に卒業して医師免許を取得した。
医師となったプショーは、故郷近くのヴィルヌーブ・シュル・ヨンヌで開業医を始める。1926年、フランス社会党の公認候補としてヴィルヌーブの町長に当選するが、直後に愛人のレイセット・トラボーが失踪したため、彼の犯行が疑われた。町長就任後も患者の不審な突然死が相次いだことから殺人の嫌疑をかけられたり、それ以外にも医療用の麻薬の密売や違法な中絶手術を請け負ったりしているなどの黒い噂が絶えず、一度は患者にヘロインを違法に処方した容疑で逮捕されている。プショーは逮捕されたり嫌疑をかけられたりするたびに陸軍時代の診断書を示して精神障害を理由に無実を訴えた。1930年に公金横領が発覚し町長を失職すると、田舎町に見切りをつけてパリに引っ越し医院を開業する。

## 連続殺人
第二次世界大戦でナチス・ドイツによってフランスが占領下に置かれると、プショーは迫害を恐れたユダヤ人富裕層に対し25,000フランの報酬で国外脱出を手配すると宣伝。彼らをルシュール街21番地にある自宅兼医院に招いて監禁した上で毒ガスで殺害。死体を焼却して衣服や貴重品を奪う犯行を繰り返した。被害者の中には裕福なユダヤ人だけでなく、対独活動に従事していた知識人やパリの暗黒街で暗躍していたギャングなどの犯罪者も多数含まれていた。プショーによって「国外脱出」に成功した人の数が増えるに従い、占領下のパリで治安維持に当たっていたゲシュタポの注目を引く。プショーの担当となったゲシュタポの辣腕捜査官、ロベルト・ヨドクム親衛隊少佐は、スパイとして使っていたユダヤ人をプショーの元へ送り込み内偵を行うが、感づかれたプショーによりスパイを早々に始末されただけでなく、その後は一切の尻尾を掴ませない狡猾ぶりを見せつけられる結果となった。
その後もプショーはゲシュタポを出し抜きつつ犯行を重ねた。プショー本人の自白によると、63人を殺害したという。1944年3月11日、プショーの屋敷の煙突から悪臭交じりの黒煙が立ち上っている、との近隣住民からの通報より警察が訪れたところ、地下室で火災が発生しており、直ちに消防隊による消火作業が行われた。火元を検分した消防隊員は青ざめた様子で警官たちに「ここから先は君たちの仕事だ」と告げた。警官たちが地下室を検めたところ、大量の焼け爛れたバラバラ死体が発見されたのだった。そこへ用事から帰ってきたプショーは警官に事情を訊かれ、「レジスタンスが処刑した対独協力者の死体焼却の手助け」と弁明して警官がこれに納得し、後日警察で改めて事情を説明すると言い残してそのまま失踪してしまった。
警察は自宅の捜索を進め、そこが巧妙に設計された殺人工場であることが明らかとなった。診療室の奥に三角形の小部屋があり、入って右側の壁に扉と呼び鈴があったがダミーで、どこにも通じていなかった。また、この小部屋の壁は防音壁となっており、外部へは一切音が漏れないようになっていた。そして、診察室側の壁には鎖と首輪がぶら下がっており、反対側の壁には覗き穴が作られていた。プショーはこの小部屋に被害者を誘導すると密閉した上で毒ガスを注入、被害者が苦悶の末に絶命する様を観察していたのである。さらに中庭には1メートルもの厚さの石灰の山があり、そこから人体の一部が大量に発見された。結局、警察の徹底した捜索により、多数のバラバラ死体の他に、犠牲者のスーツケースや私物などを発見。館での連続殺人の惨状を確認しプショーを指名手配するが、すでに姿をくらました後で後の祭りだった。
大戦末期の混乱期ということもありプショーの足取りは全く掴めなくなっていた。しかしパリ解放後、ある新聞に「マルセル・プショーは、ナチスの手先である」という記事が載ると、これに強く反論する手紙が投稿された。筆跡を鑑定するとフランス国内軍の「アンリ・ヴァレリー大尉」であることが判明。「アンリ・ヴァレリー大尉」は1944年10月31日に逮捕され、プショー本人であることが確認された。

## 裁判・処刑
プショーの裁判は全国の注目を集めた。特に第五回の公判では、あの殺人屋敷に法廷を移したような形で、一般人の立ち入りも許可して現場で実地検分を行った。当日はちょっとしたイベントとなり、マスコミも一般人も殺到し、その中でプショーはガス栓の操作の方法や覗き穴の仕組み、死体処理の方法などを語り、多くの野次馬に囲まれて冗談まじりで上機嫌で質問に応じた。検分の最中に彼にサインを求める者もいた。
だが最終的に下った判決は、27件の殺人のうち24件で有罪となり、死刑判決となった。また、取り調べの最中、44件もの余罪を自白しており、これをあわせると実に60人以上の人を殺したことになる。
プショーは殺害行為については認めたものの、殺されたとされる者はナチスの手先であるとして「正当化」した。裁判の早期化のため、29人の殺害行為について刑事裁判が行われた。1946年4月4日にパレ・ド・ジュスティスで公判が開始されるが、公判中のプショーは雄弁に犯行を語ったり居眠りをすることもあった。
1946年5月18日に死刑判決が下り、プショーはそれを聞いた直後に突然暴れだして官吏に取り押さえられ、傍聴席に座っていた妻に向って「私のために復讐してくれ！」と叫んだ。 
一週間後の5月25日、早朝、サンテ刑務所でギロチンによる死刑が執行された。当日はあきらめか覚悟が決まったのか、彼は処刑台に向う最中にさえ最後の冗談を飛ばして処刑され、この世を去った。

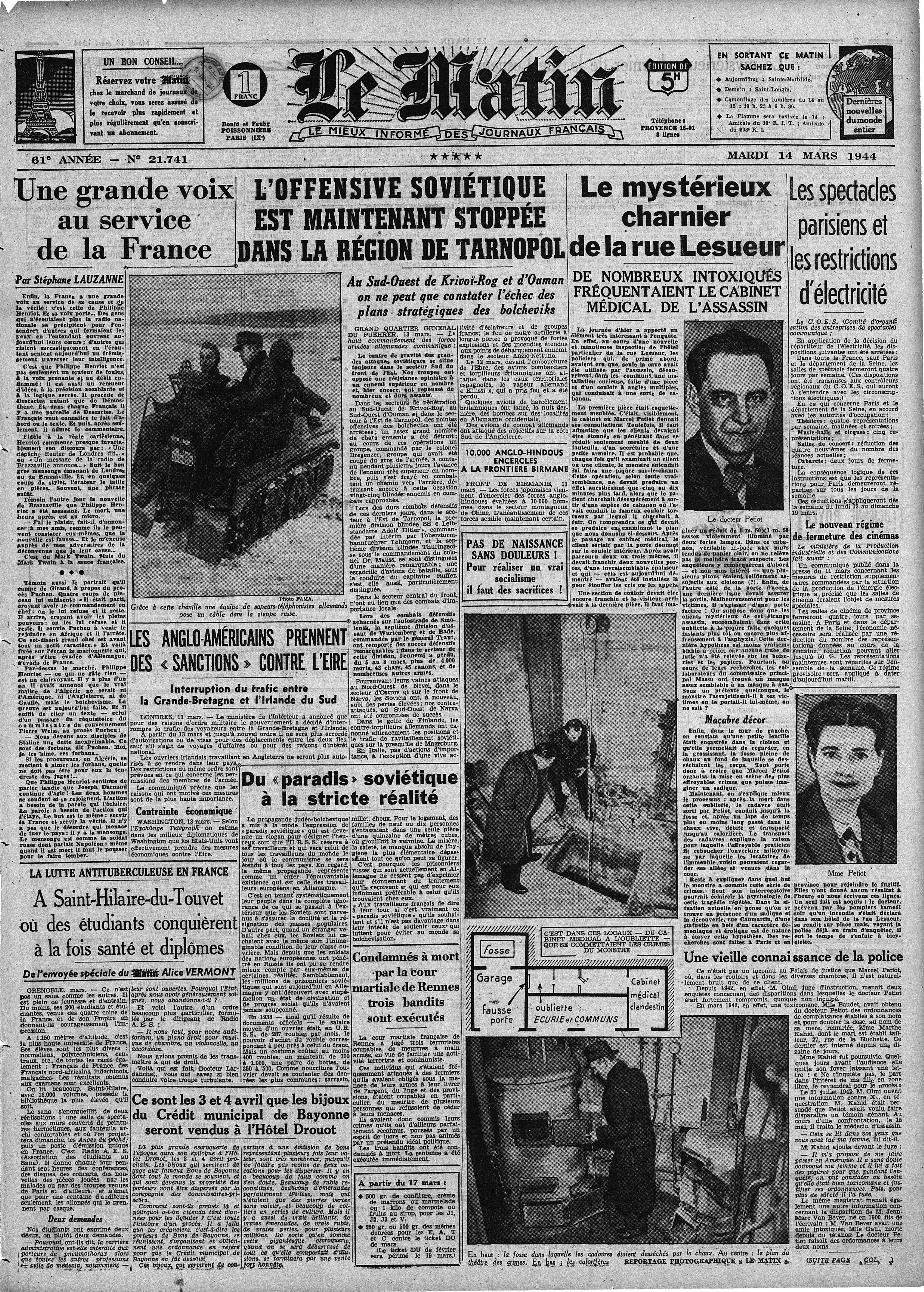
プショーの逮捕を報じる新聞（1944年）
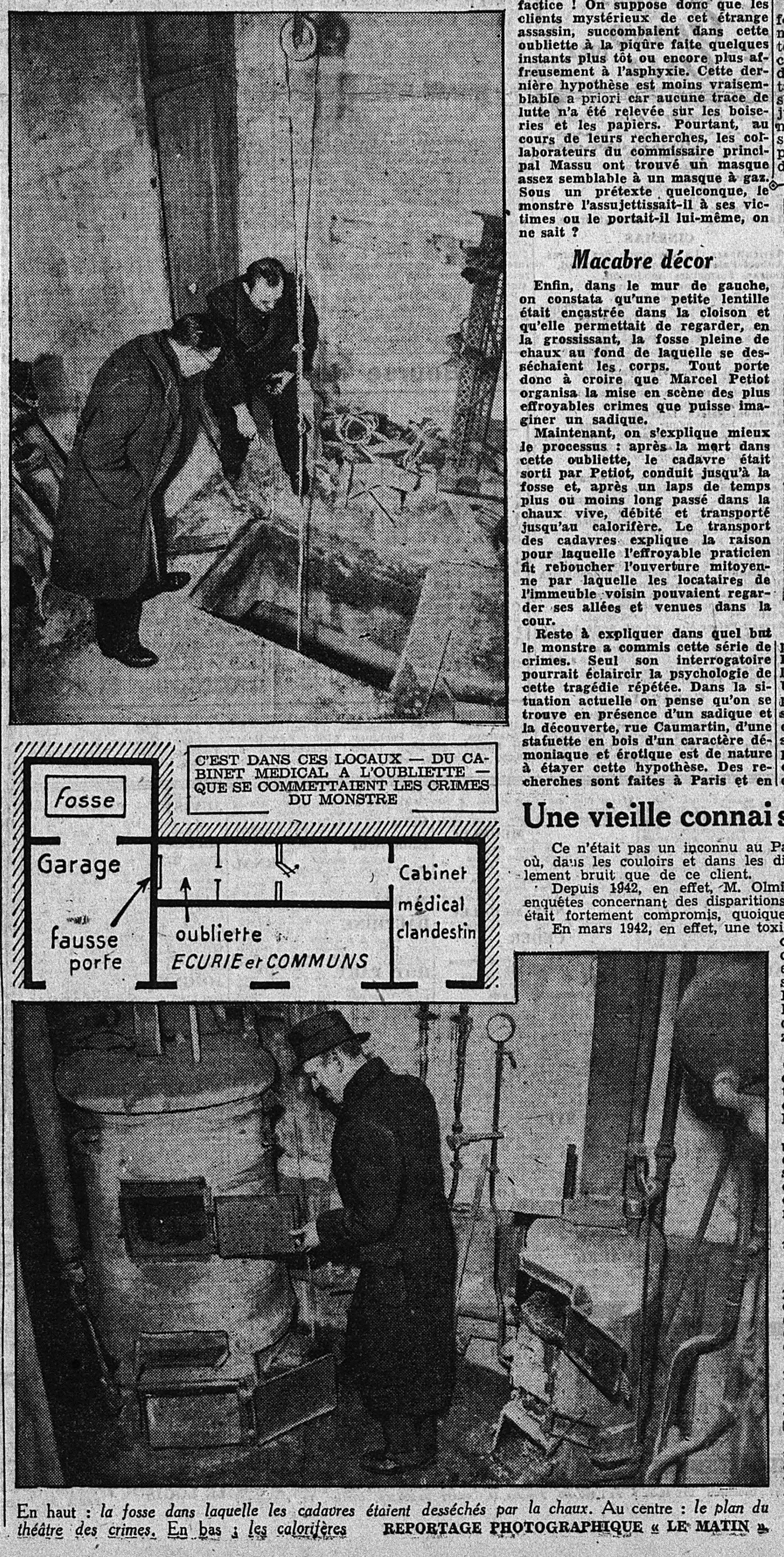
プショーの逮捕を報じる新聞（部分）
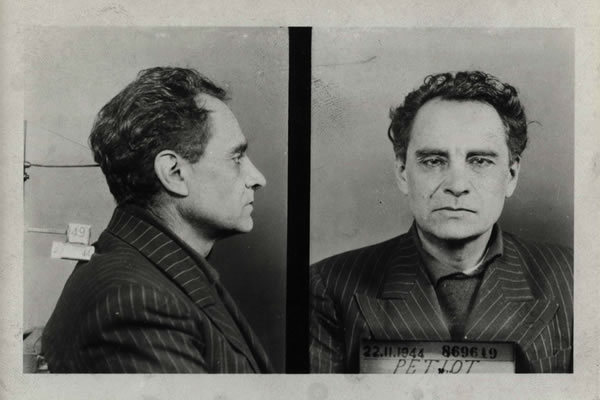
マグショット
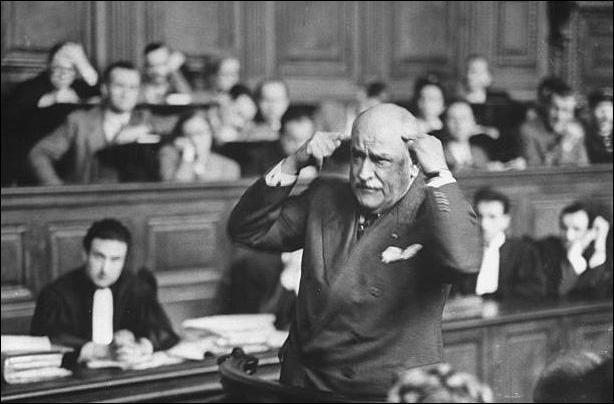
公判中のチャールズ・ポール医師
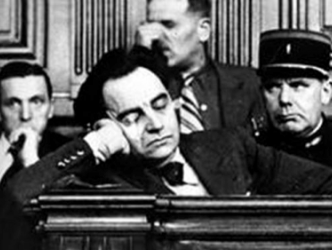
公判中に居眠りをするプショー

## 関連作品
- 怪人プチオの密かな愉しみ（英語版） - プショーの事件を題材にした1990年公開のフランス映画。監督はクリスチャン・ド・シャロンジェ（英語版）。プショー役はミシェル・セローが演じた。